# Fredi Lerch
Alfred «Fredi» Lerch (* 10 de abril de 1954 em Roggwil; cidadania de Wynigen) é um jornalista e publicista suíço.

## Biografia
Lerch é professor de ensino fundamental e professor de música diplomado. De 1982 até 2001 foi redator na revista suíça de esquerda Die Wochenzeitung (WOZ). Em 1998 ganhou o Prêmio de Jornalismo de Zurique. De 2001 a 2006 foi membro da comissão literária da cidade de Berna. Desde 2002, Lerch é jornalista livre e membro da assessoria de imprensa «puncto» em Berna. De 2006 a 2008 publicou, junto com Erwin Marti, uma edição completa das obras de Carl Albert Loosli. Lerch é o iniciador do “Archivo Inconformista Suíço” na Biblioteca Nacional Suíça.

## Publicações (seleção)
- (com Andreas Simmen) Der leergeglaubte Staat. Kulturboykott gegen die 700-Jahr-Feier der Schweiz. Zuriqe: Rotpunktverlag 1991. ISBN 3-85869-151-8 (em alemão)
- Mit beiden Beinen im Boden. Reportagen von Menschen und Bunkern. Zurique: Rotpunktverlag, 1995. ISBN 3-85869-160-7 (em alemão)
- Begerts letzte Lektion. Ein subkultureller Aufbruch. Zurique: Rotpunktverlag, 1996. ISBN 3-85869-163-1 (em alemão)
- Müllers Weg ins Paradies. Nonkonformismus im Bern der sechziger Jahre. Zurique: Rotpunktverlag, 2001. ISBN 3-85869-218-2 (em alemão)
- Echsenland. Lyrische Chronik. Zurique: Rotpunktverlag 2005. ISBN 3-85869-289-1 (em alemão)
- (como organizador) Carl Albert Loosli: Werke. 7 volumes. Zurique: Rotpunktverlag, 2006–2008. (em alemão)